# Opéra
Cet article concerne l'opéra occidental. Pour l'opéra chinois, voir opéra chinois. Pour les autres significations, voir Opéra (homonymie).

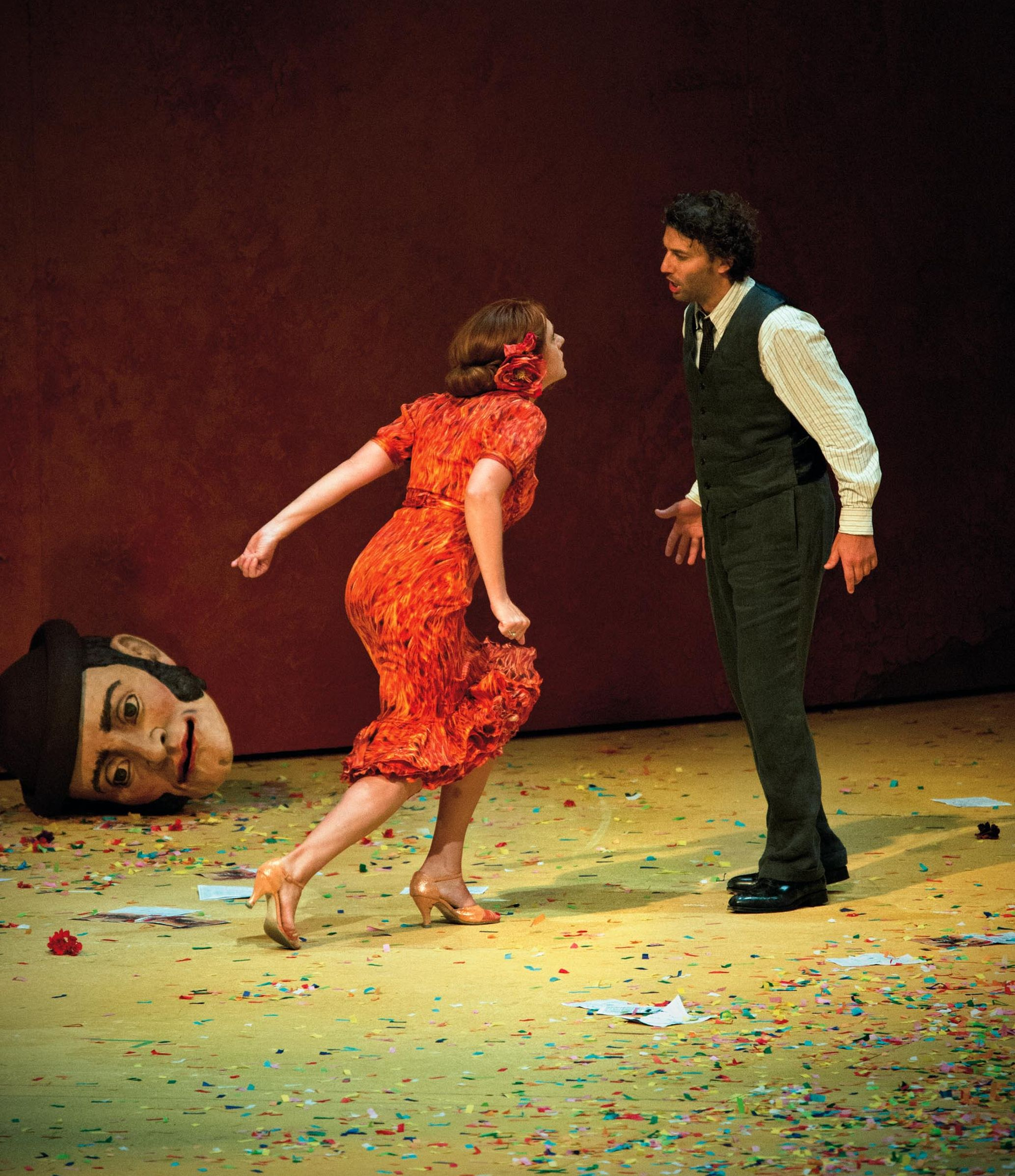
Carmen avec Magdalena Kožená et Jonas Kaufmann, Festival de Salzbourg, 2012.

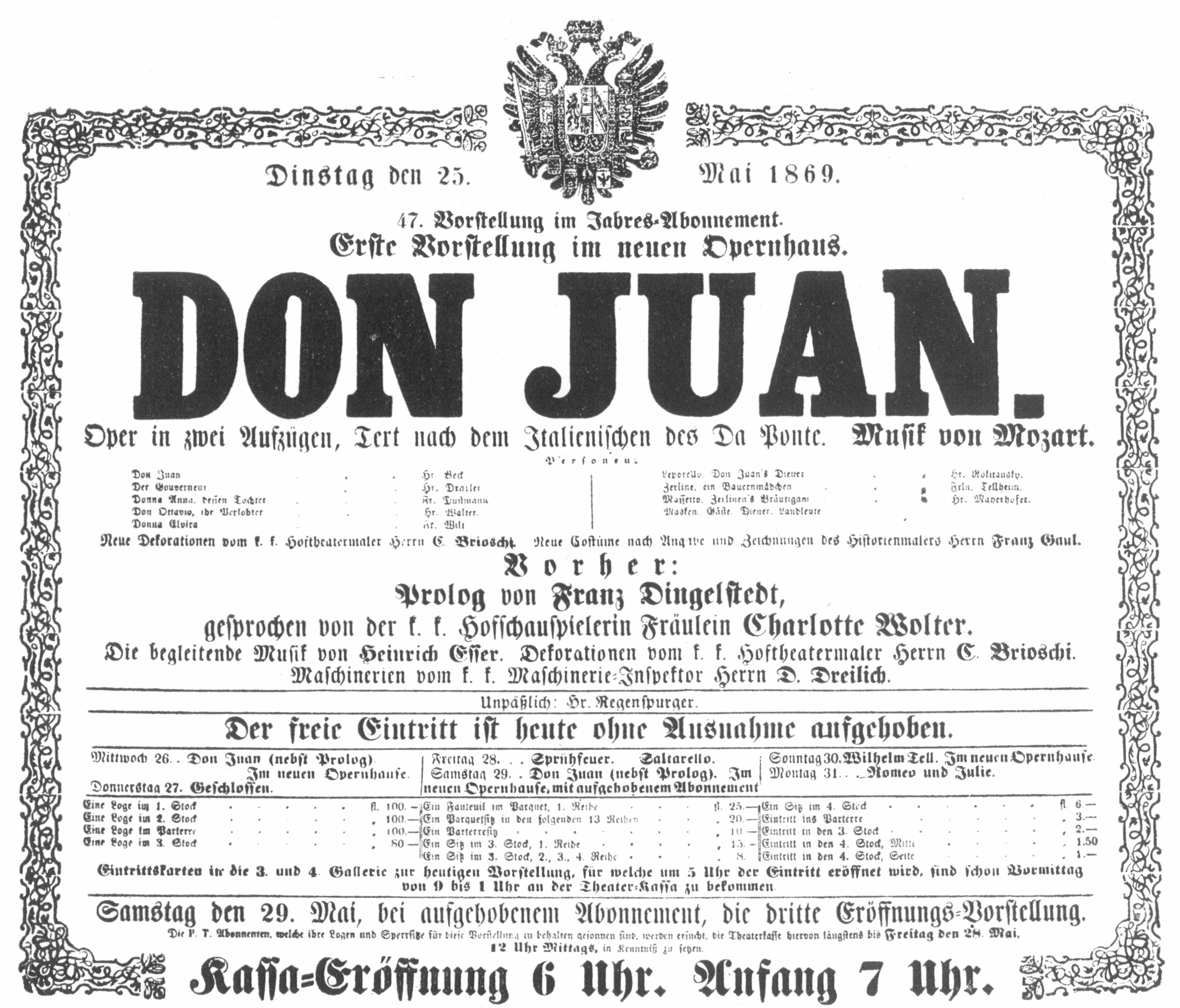
Annonce de la première de Don Juan de Mozart.

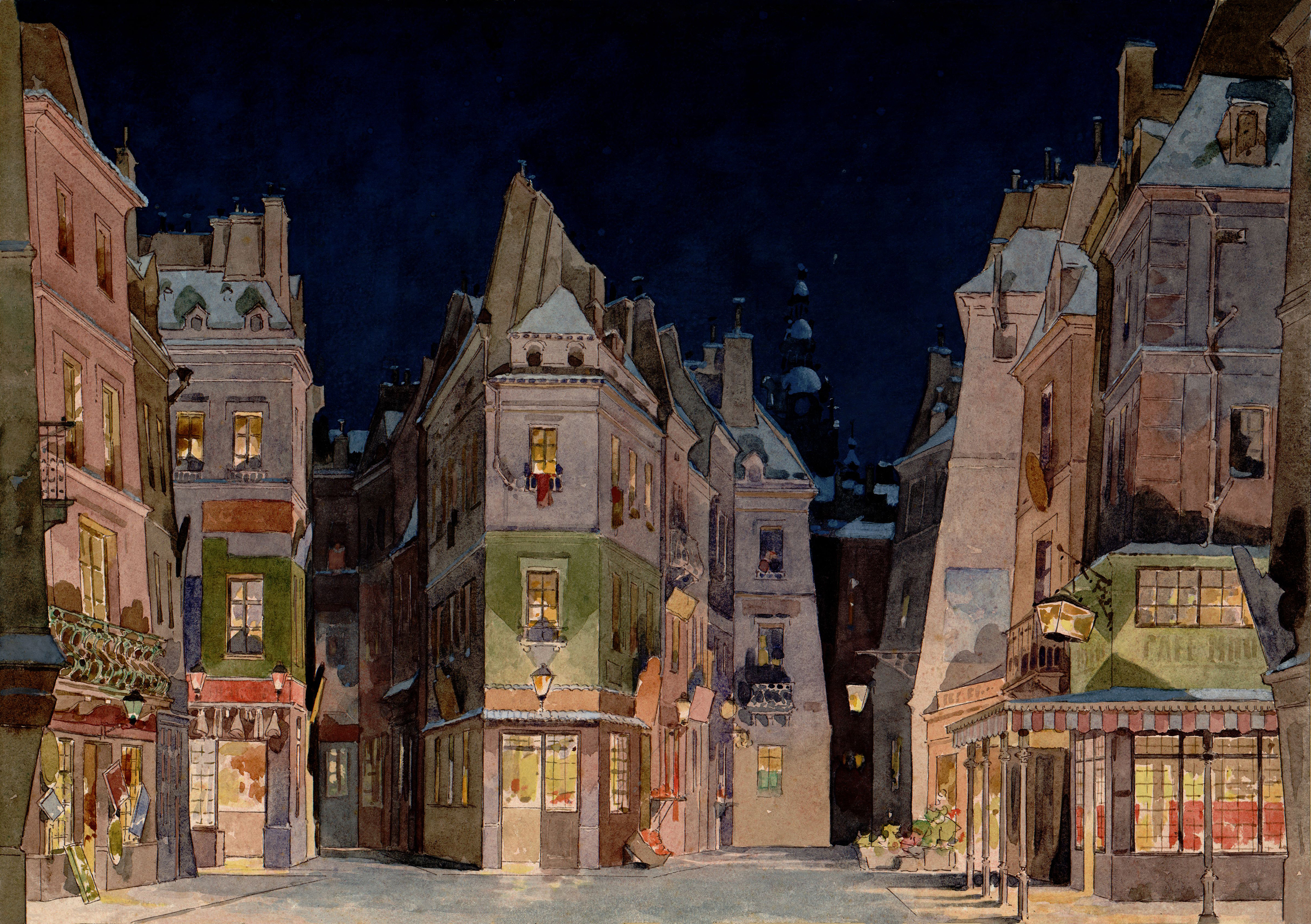
La Bohème de Puccini, l'un des opéras les plus joués.

Un opéra est, dans la musique classique occidentale, une œuvre musicale et théâtrale pour un orchestre et des chanteurs. L'opéra est l’une des formes de l'art lyrique du théâtre musical occidental.
L'œuvre, chantée par des interprètes possédant un registre vocal déterminé en fonction du rôle et accompagnés par un orchestre, parfois symphonique, parfois de chambre, parfois destiné au seul répertoire d'opéra, est constituée d'un livret mis en musique sous forme d'airs, de récitatifs, de chœurs et d'intermèdes souvent précédés d'une ouverture et parfois agrémentés de ballets. Comme pour le théâtre, le livret met en scène les personnages et leur histoire, mais les roles sont chantés.
Le genre musical est décliné selon les pays et les époques et recouvre des œuvres d’appellations et de formes différentes. Aujourd’hui, les œuvres sont jouées dans des salles d’opéra spécifiquement affectées ou tout simplement sur des scènes de théâtre ou dans des salles de concerts, voire en plein air.
Les représentations sont organisées par des institutions du secteur public ou privé, parfois désignées sous le vocable de « maison d'opéra », qui peuvent regrouper les compagnies d’artistes (orchestre, chœur et ballet) et les services administratifs et techniques nécessaires à l’organisation des saisons culturelles.

## Histoire de l'opéra
Selon Serge Dorny, directeur du Bayerische Staatsoper, « il y a en tout dans le répertoire 6000 opéras, dont 100 seulement sont joués régulièrement. »

### Origines
L’opéra occidental est né en Italie à Florence au XVIIe siècle. Parmi les ancêtres de l'opéra figurent les madrigaux italiens, qui mirent en musique des situations avec des dialogues mais sans jeu de scène. Les mascarades, les ballets de cour, les intermezzi, ainsi que d'autres spectacles de cour de la Renaissance, faisant intervenir des figurants, de la musique et de la danse, sont autant de précurseurs. L’opéra proprement dit émane d’un groupe de musiciens et d'intellectuels humanistes florentins qui s'étaient donnés le nom de Camerata (« salon » en florentin). La Camerata, appelée aussi Camerata fiorentina ou encore Camerata de' Bardi, du nom de son principal mécène, s’était fixé deux objectifs principaux : faire revivre le style musical du théâtre grec antique et s’opposer au style contrapuntique de la musique de la Renaissance. En particulier, ils souhaitaient que les compositeurs s'attachent à ce que la musique reflète, simplement et mot pour mot, la signification des textes, les mette en valeur et non les rende incompréhensibles par la complexité des architectures sonores de son accompagnement. La Camerata pensait reprendre en cela les caractéristiques de la musique grecque antique. Pour atteindre ce but, on utilise la monodie accompagnée par la basse continue, les chœurs madrigalesques et les ritournelles et danses instrumentales.
En 1598 à Mantoue, Jacopo Peri écrit La Dafne, que l'on considère alors comme l'un des premiers opéras (on parle à cette époque de dramma per musica). L'Orfeo (1607) de Claudio Monteverdi est également cité de nos jours.

### Opéra italien

#### XVIIesiècleetXVIIIesiècle
Le premier grand compositeur d’opéras fut Claudio Monteverdi. Ses opéras (L'Orfeo, 1607 ; Ariane, 1608 ; Le Retour d'Ulysse dans sa patrie, 1640 ; Le Couronnement de Poppée, 1642) appliquaient les bases de l’opéra, définies à Florence par la Camerata de Bardi à la fin du XVIe siècle, en réaction contre les excès de la polyphonie de la Renaissance. Si Claudio Monteverdi n'est pas le premier compositeur à traduire ce programme (le premier opéra, Dafne, étant attribué à Jacopo Peri en 1598 chez le comte Bardi), c'est lui qui porta dès ses débuts l'opéra à un état de perfection qui suscita l'émulation des autres musiciens et la faveur du public.
L’opéra se répandit rapidement dans toute l’Italie, mais assez vite, les intentions initiales des créateurs de l'opéra sont dévoyées, le chant prenant progressivement la primauté sur la déclamation. La diffusion du nouveau type de spectacle touche d'abord Rome (Stefano Landi, Luigi Rossi) et plus encore Venise devenue le principal centre de l’opéra en Italie au milieu et à la fin du XVIIe siècle (Cavalli, Cesti, Legrenzi, plus tard Caldara, Lotti, Vivaldi, etc.). En 1637, dans cette ville, l'ouverture pour la première fois du théâtre San Cassiano à un public payant a eu pour conséquence d'élargir l'audience de l'opéra au-delà des cours fréquentées uniquement par la noblesse et d'accroître son importance artistique et sociale. L'opéra de tradition vénitienne mêle souvent aspects tragiques et comiques voire burlesques, fait intervenir magie et merveilleux, multiplie les personnages et les genres musicaux. La dernière école à apparaître est celle de Naples, elle finira par imposer son style à toute la péninsule italienne et à presque toute l'Europe. L'opéra napolitain va être l'objet d'une lutte d'influence continuelle entre librettistes, musiciens et chanteurs. Les librettistes considèrent que la musique doit être au service du texte, les musiciens, que seule la musique donne vie et consistance à l'œuvre ; les chanteurs usent de leur étonnante virtuosité pour imposer l'évolution de l'opéra vers une simple succession d'arias, les récitatifs n'étant que des intermèdes permettant un enchaînement logique des arias. La tradition napolitaine connaît ainsi plusieurs « réformes » visant à retourner aux fondamentaux. Fondée par Provenzale, son héros principal est Alessandro Scarlatti, qui introduit l'ouverture à l'italienne, réduit la structure musicale à l'alternance « récitatif/aria da capo », met en vedette la virtuosité des chanteurs (et surtout celle des castrats) et favorise l'évolution du dramma per musica vers l’opera seria (qui se différencie alors de l’opera buffa) composé sur les livrets d'Apostolo Zeno et surtout de Pietro Metastasio, partisans d'une épuration inspirée par l'exemple des poètes classiques français (Corneille et plus encore Racine) : respect des trois unités, élimination des éléments comiques et merveilleux, limitation du nombre de personnages... L'école napolitaine brilla particulièrement au XVIIIe siècle avec A. Scarlatti, Porpora, Vinci, Leo, Jommelli, etc.
Le genre fut adopté par les musiciens allemands ayant séjourné en Italie, rivalisant alors avec les Italiens eux-mêmes : Haendel composa 43 opéras, Hasse pas moins de 56 opéras. Le genre fut ensuite importé dans les autres pays d'Europe. En France, Jean-Baptiste Lully et Jean-Philippe Rameau composèrent des opéras.
La production d'opéras italiens est énorme au XVIIIe siècle, et réutilise à l'infini les mêmes livrets des auteurs les plus appréciés, en particulier Métastase.

#### XIXesiècle

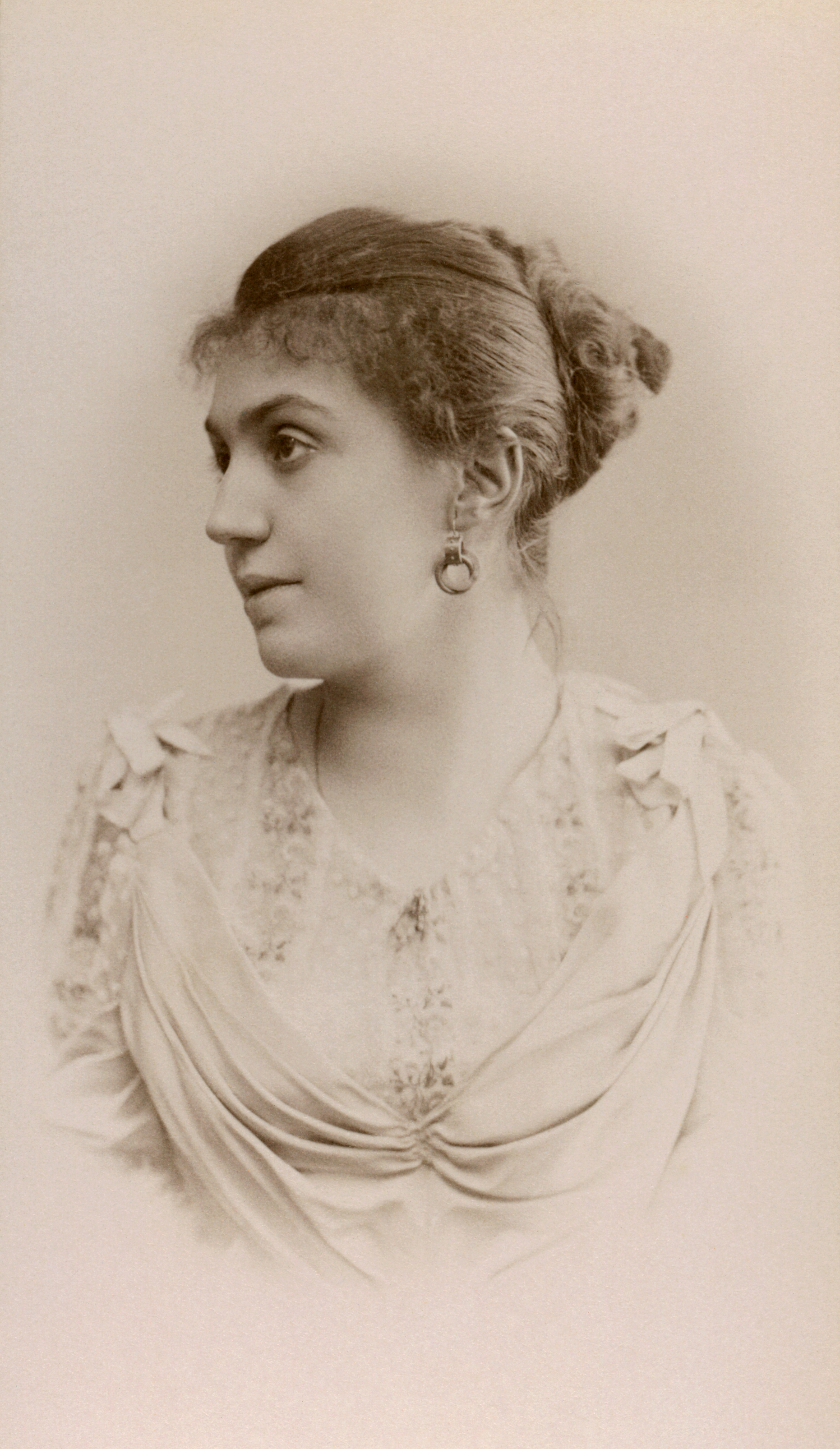
Fausta Labia, soprano italienne dans les opéras de Naples, Stockholm, Lisbonne, Turin, Rome et Bologne. Portrait de 1893.

Au XIXe siècle, l’opéra italien continua de laisser une place de choix à la voix. Gioachino Rossini composa des opéras-bouffes comme Le Barbier de Séville (1816) et La Cenerentola (1817), qui ont éclipsé ses œuvres plus dramatiques, comme Guillaume Tell (1829). Le style du bel canto, caractérisé par des airs coulants, expressifs et souvent spectaculaires, s’est également épanoui dans les œuvres de Vincenzo Bellini, dont Norma (1831), La sonnambula (1831) et I puritani (1835), ainsi que dans les opéras de Gaetano Donizetti, Lucia di Lammermoor (1835), ou dans ses comédies L'Élixir d'amour (1832) et Don Pasquale (1843). La deuxième moitié du XIXe siècle, en Italie, laissera la place à Verdi puis aux véristes, dont Puccini sera le principal vecteur.

##### Verdi

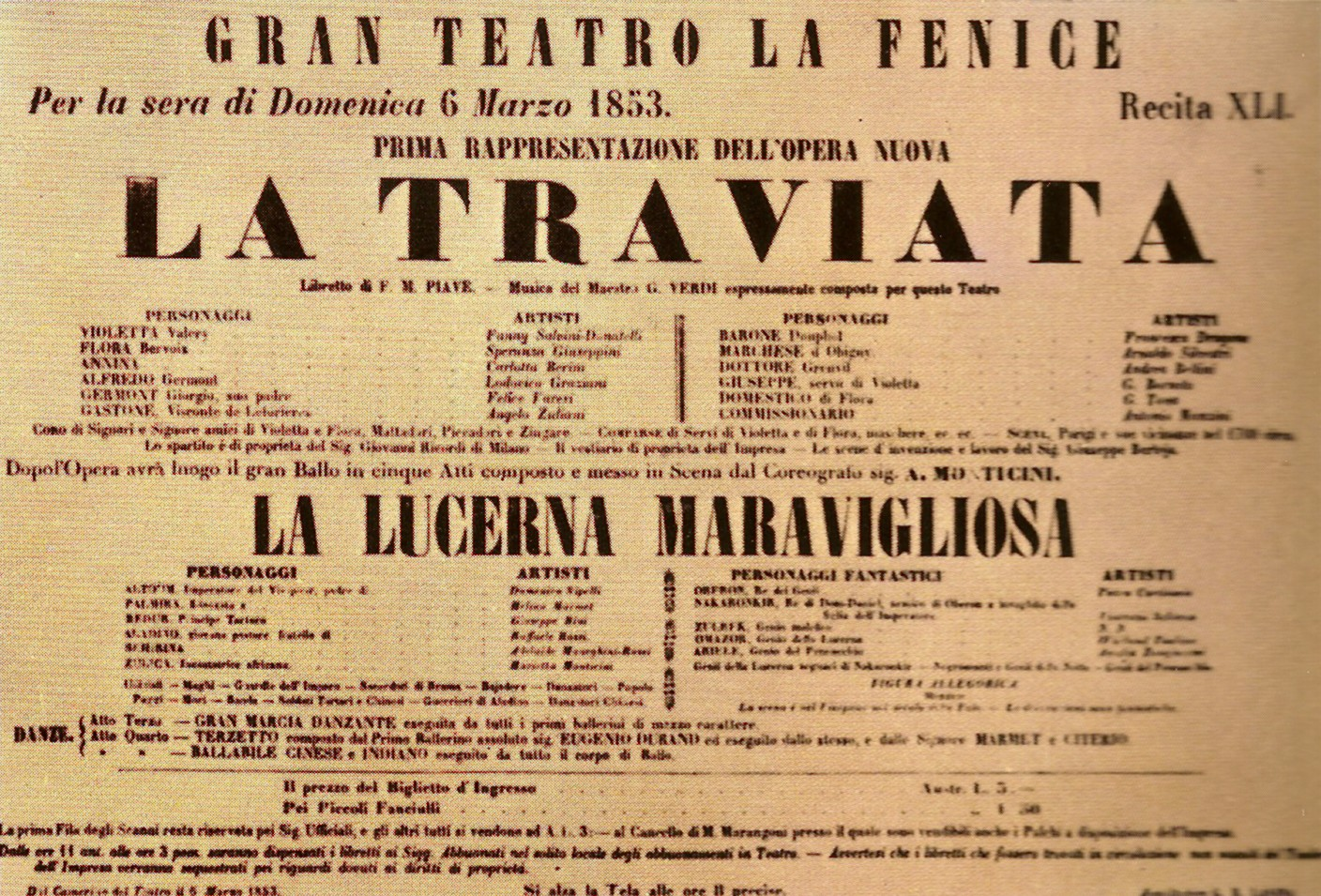
Affiche de La traviata de Verdi, un des plus grands compositeurs italiens.

L’homme qui a personnifié l’opéra italien est sans conteste Giuseppe Verdi : il a insufflé à ses œuvres une vigueur dramatique et une vitalité rythmique inégalées. Il composa nombre d’opéras dont Nabucco (1842), Ernani (1844) Rigoletto (1851), Il trovatore (Le Trouvère, 1853), La traviata (1853), Un ballo in maschera (Un bal masqué, 1859), La forza del destino (La Force du destin, 1862) et Aïda (1871), qui associe les splendeurs visuelles du grand opéra aux subtilités musicales d’une histoire d’amour tragique. Néanmoins, les opéras de Verdi restent profondément italiens, utilisant la voix humaine comme principal moyen d’expression.

### Opéra français
L'opéra italien arrive en France en 1645 : le cardinal Mazarin avait fait venir de Venise une troupe qui interpréta La finta pazza à la cour de Louis XIV : le succès est immédiat. Mais il faut attendre 1671 pour voir le premier opéra réellement « français » : Pomone, de Robert Cambert et Pierre Perrin.

#### Âge classique
Au début du XVIIe siècle, le style napolitain s’établit dans pratiquement toute l’Europe, sauf en France où le compositeur Jean-Baptiste Lully, musicien de Louis XIV, fonda une école française d’opéra : la tragédie lyrique. Ses compositions reflétaient le faste de la cour de Versailles. Le ballet avait une place beaucoup plus importante dans les opéras français (tragédies lyriques) de Lully que dans les opéras italiens. Lully créa également un type d’ouverture, l’ouverture à la française. Alceste (1674), Atys (1676), Roland (1685), Armide (1686), Acis et Galatée (1686) restent ses chefs-d’œuvre.
Jean-Philippe Rameau avec Hippolyte et Aricie (1733), Castor et Pollux (1737) et Dardanus (1739), Les Indes galantes (1735), et Les Boréades (1764) ; Marc-Antoine Charpentier avec Médée (1693) et David et Jonathas (1684) ; André Campra avec Achille et Déidamie (1735) enrichirent à leur tour l’héritage de Lully. Après la mort de Rameau en 1764, s'ouvre une période pendant laquelle sont repris les livrets écrits par Quinault pour Lully et viennent s'installer à Paris de prestigieux compositeurs étrangers comme Gluck, Piccinni, Salieri, Sacchini ou Jean-Chrétien Bach.

#### Romantisme français

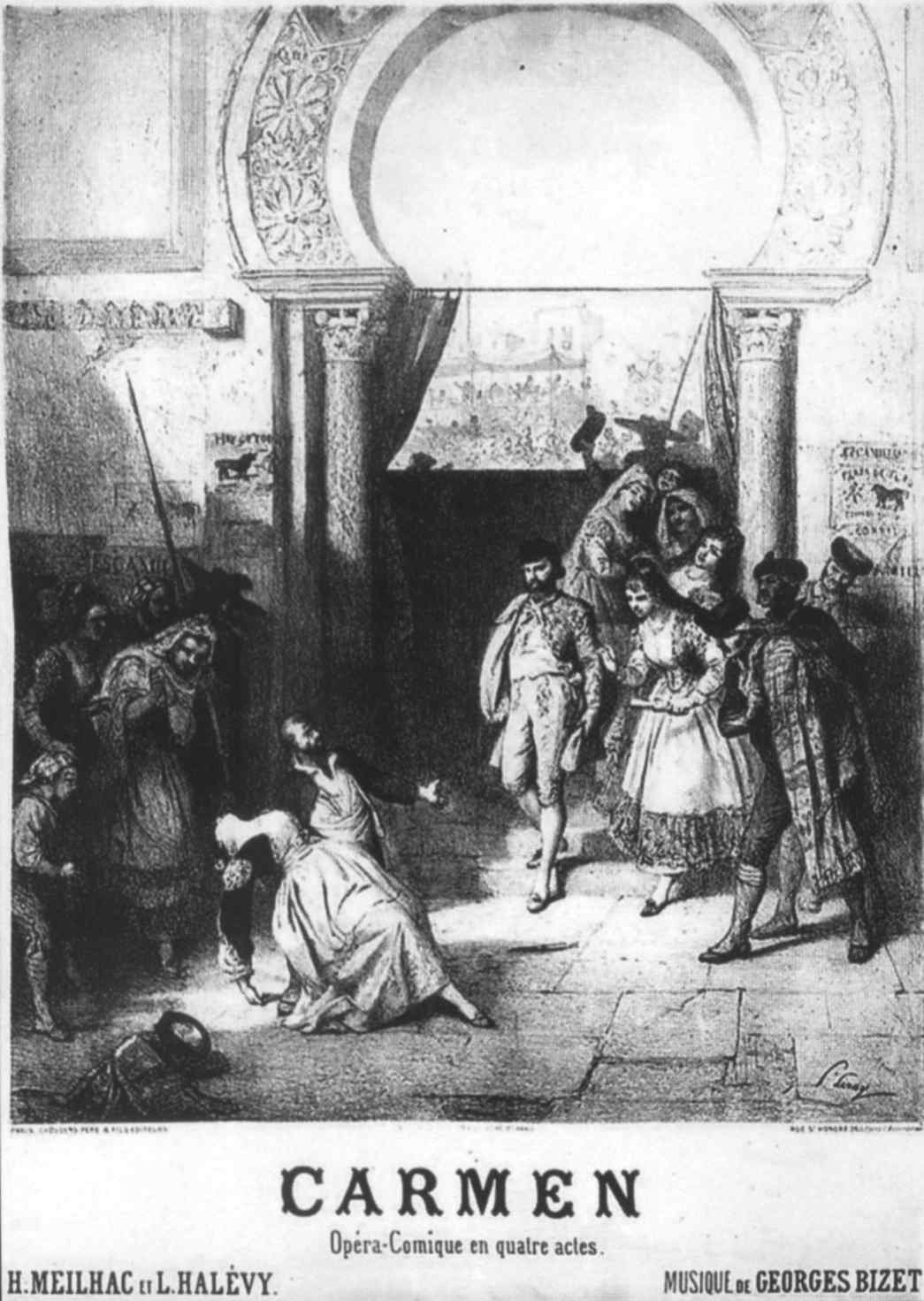
Carmen, le plus célèbre opéra français.

Au cours du XIXe siècle, le romantisme se développa en France, en Allemagne et en Italie, et gagna l’opéra. Paris était alors le berceau du « grand opéra », combinaison de spectacle à grands effets, d’actions, de ballets et de musique. La plupart des opéras de ce style furent écrits par des compositeurs étrangers installés en France : La Vestale (1807) de Gaspare Spontini et Lodoïska (1791) de Luigi Cherubini, tous deux Italiens, ainsi que Masaniello, ou La Muette de Portici (1828), de Daniel-François-Esprit Auber (1782-1871). Ce style atteignit son apogée dans les œuvres fluides du compositeur Giacomo Meyerbeer, comme Robert le Diable (1831) et Les Huguenots (1836). Faust (1859), de Charles Gounod, fut l’un des opéras français les plus populaires du milieu du XIXe siècle et il est toujours très présent à l'affiche au XXIe siècle.

#### Fin duXIXesièclefrançais
Le compositeur français le plus productif de la dernière partie du XIXe siècle fut Jules Massenet, auteur notamment de Manon (1884), Werther (1892) et Thaïs (1894). Les autres œuvres caractéristiques de la période sont Mignon (1866) d’Ambroise Thomas, Carmen de Bizet (1875), Samson et Dalila (1877) de Camille Saint-Saëns et Lakmé (1883) de Léo Delibes. On peut aussi parler du travail de Jacques Offenbach (auteur des Contes d'Hoffmann), compositeur parisien né en Allemagne qui s’imposa comme le maître de l’opéra-comique français du XIXe siècle, appelé opéra-bouffe. En 1900, Gustave Charpentier composa Louise, opéra réaliste d’un style très différent, mettant en scène des ouvriers de Paris.

#### XXesièclefrançais

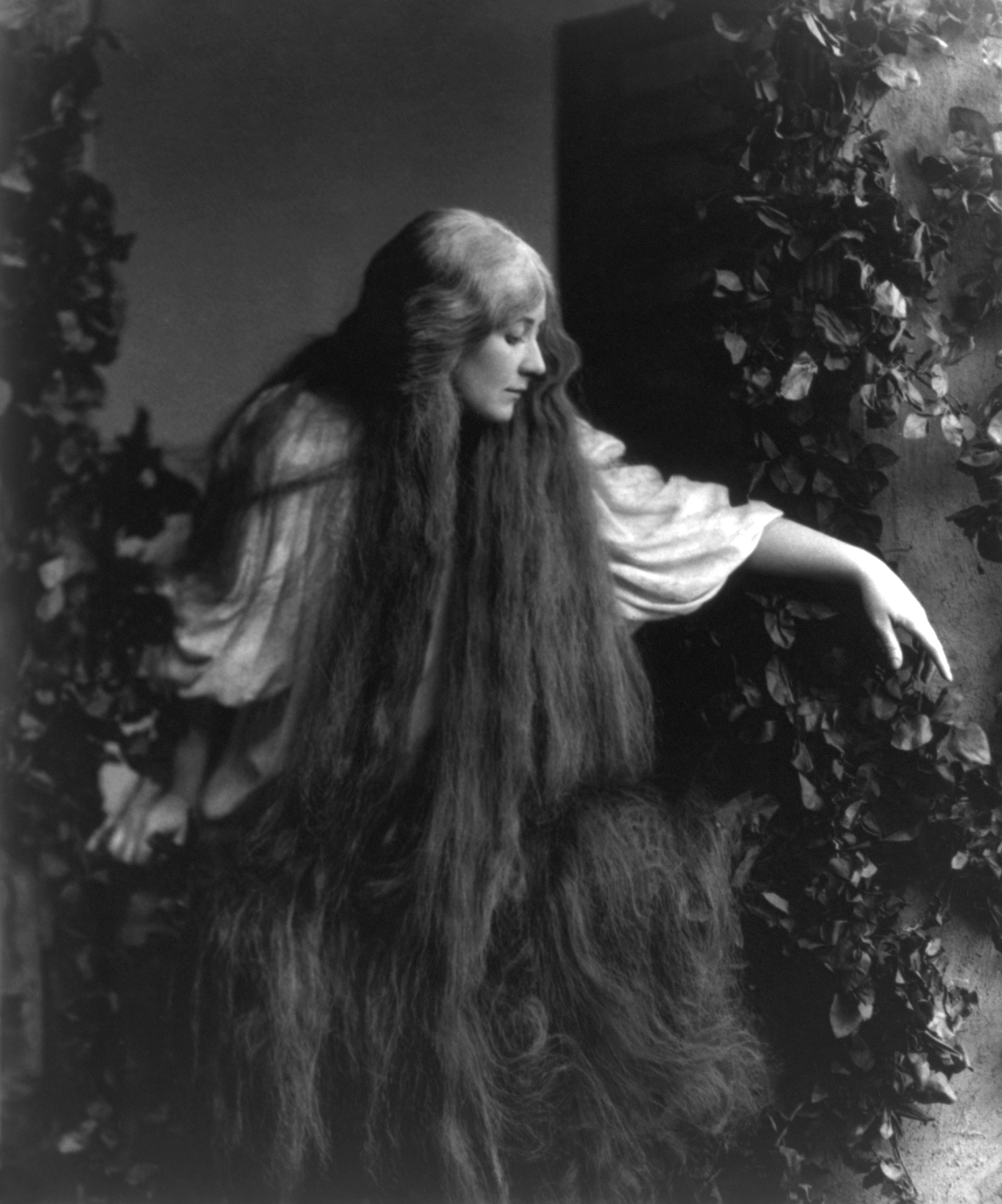
Mary Garden dans Pelléas et Mélisande de Debussy.

Au tout début du XXe siècle, Claude Debussy renouvela le genre de l’opéra avec Pelléas et Mélisande (1902).
Parmi les autres compositeurs notables on peut noter Maurice Ravel (L'Heure espagnole, L'Enfant et les Sortilèges), Paul Dukas (Ariane et Barbe-Bleue), Albert Roussel, Darius Milhaud (La Mère coupable), Arthur Honegger (Antigone) et Francis Poulenc (Dialogues des Carmélites).
Pour la période contemporaine on peut retenir le long drame sacré Saint François d'Assise (1983) d'Olivier Messiaen.

### Opéra allemand

#### Origines
Heinrich Schütz écrit, en 1627, le premier opéra sur des paroles allemandes, Dafne, dont la musique est perdue.
C’est en Angleterre que le compositeur d’origine allemande Georg Friedrich Haendel (1685-1759) fut le plus apprécié. Il écrivit quarante opéras dans le style italien pendant les années 1720-1730, après quoi il se tourna vers l’oratorio.
Christoph Willibald Ritter von Gluck (1714-1787) fut le réformateur de l'opéra classique allemand en introduisant le dramatique dans ses compositions. Il fut à l'origine de la Querelle des Gluckistes et des Piccinnistes alors qu'il était à Paris (1775-1779).
Wolfgang Amadeus Mozart (1756-1791) a écrit lui aussi des opéras, une vingtaine en tout si l'on compte les « actions théâtrales » mises en musique. Mozart composa son premier opera seria (œuvre sérieuse en italien) à l'âge de 14 ans, en 1770, pour une commande milanaise. Ce fut Mitridate, re di Ponto (Mithridate, roi du Pont), d'après une tragédie de Racine.
Dans les années 1780, l'empereur d'Autriche voulut créer un genre théâtral national, dans lequel les opéras seraient chantés en allemand. C'est dans ce contexte que fut composé le Singspiel Die Entführung aus dem Serail (L'Enlèvement au sérail). Néanmoins, l'empereur ne donna pas suite à sa lubie, et l'opéra allemand dut attendre Wagner pour se faire un nom.
Mozart composa vers la fin de sa vie cinq de ses opéras les plus joués. Les trois premiers (Le nozze di Figaro, Don Giovanni et Così fan tutte) sont considérés comme une trilogie, car leur livret a été écrit par le même auteur, Lorenzo da Ponte, un aventurier aux mœurs légères (il était l'ami de Casanova, et à la fin de sa vie, exilé aux États-Unis, il fera donner l'un des premiers opéras chantés sur le sol américain, à savoir Don Giovanni). Don Giovanni avait été créé en 1787 à Prague.
En 1791, l'année de sa mort, Mozart composa deux opéras : le premier, La clemenza di Tito (la Clémence de Titus), est aujourd'hui considérée comme l'un des meilleurs operas serias jamais écrits[réf. nécessaire]. Le deuxième, la Flûte enchantée, a notamment été filmée par Ingmar Bergman. Ce dernier opéra doit son livret à Schikaneder, un organisateur de spectacles alors lourdement endetté qui vit dans la Flûte enchantée l'occasion de se refaire une santé. Le plus redoutable de ses opéras pour la technique et les suraigus qu'il exige. Un air interprété par la Reine de la Nuit qui s'intitule Der Hölle Rache kocht in meinem Herzen (Les flammes de l'enfer me dévorent le cœur) monte au contre-fa, sommet de la voix humaine.

#### XIXesiècleallemand

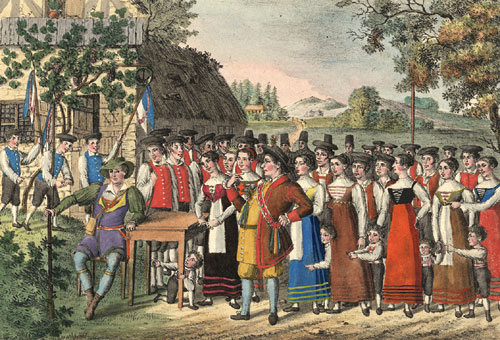
Lithographie d'une représentation en 1822 de Der Freischütz.

L'opéra romantique allemand de Ludwig van Beethoven, Carl Maria von Weber, Richard Wagner et Richard Strauss, est l'héritier musical du Singspiel, qui devient rapidement obsolète au XIXe siècle.
Le premier grand opéra allemand du XIXe siècle est Fidelio (1805) de Ludwig van Beethoven (1770-1827).
Carl Maria von Weber (1786-1826) composa les opéras romantiques allemands Der Freischütz (1821) et Euryanthe (1823).
L’opéra allemand atteignit l’un de ses sommets avec Richard Wagner (1813-1883) qui donna naissance à ce qu’il a appelé le « drame en musique », dans lequel le texte (dont il était l’auteur), la partition et la mise en scène étaient inséparables. Ses premiers opéras, tels que Le Vaisseau fantôme (1843), Tannhäuser (1845) et Lohengrin (1850), conservèrent des éléments de l’ancien style. Ses plus grandes œuvres furent Tristan et Isolde (1865), les quatre opéras composant l’Anneau du Nibelung (1852-1874, comprend L'Or du Rhin, La Walkyrie, Siegfried et Le Crépuscule des dieux), Les Maîtres chanteurs de Nuremberg (1868), où il décrivit les guildes médiévales, et Parsifal (1882). Les œuvres de Wagner font un grand usage du leitmotiv, terme musical identifiant un personnage ou une idée revenant régulièrement dans toute l’œuvre.
L’influence de Wagner se poursuivit dans pratiquement tous les opéras. Un des rares opéras à se détacher du lot est Hänsel et Gretel d’Engelbert Humperdinck (1893), inspiré du conte du même nom.

#### XXesiècleallemand
Au début du siècle la figure dominante est Richard Strauss, qui utilise une orchestration et des techniques vocales similaires à celles de Wagner dans Salomé (1905) et les poussa à l'extrême dans Elektra (1909). Le Chevalier à la rose (1911) devint son œuvre la plus populaire. Cet opéra fut suivi, entre autres, d’Ariane à Naxos (1912), de La Femme sans ombre (1919) et d’Arabella (1933).

### Opéra russe

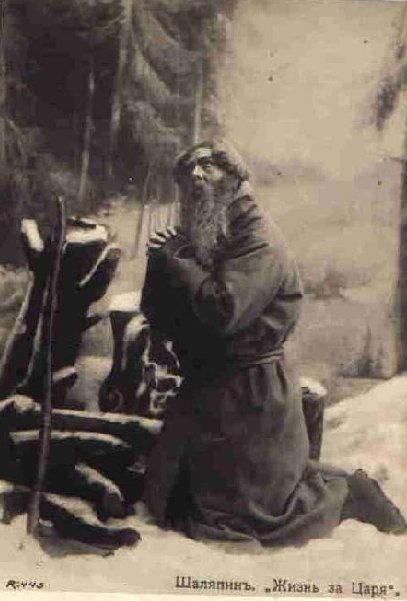
Feodor Chaliapine dans le rôle d'Ivan Soussanine dans l'opéra de Glinka Une vie pour le tsar.

L'opéra fut introduit en Russie dans les années 1730 par des troupes italiennes et fit bientôt partie des divertissements de la cour impériale et de l'aristocratie. De nombreux compositeurs étrangers, comme Baldassare Galuppi, Giovanni Paisiello, Giuseppe Sarti et Domenico Cimarosa furent invités en Russie et reçurent des commandes d'opéras, principalement en langue italienne. Parallèlement à cela, quelques musiciens natifs (par exemple Maxim Berezovski et Dmitri Bortnianski) étaient envoyés en Europe occidentale pour y étudier la composition musicale. Le premier opéra composé en langue russe fut Céphale et Procris (en) du compositeur italien Francesco Araja (1755). Les compositeurs Vassili Pachkevitch (en), Evstigneï Fomine (en) et Alexeï Verstovski contribuèrent au développement de l'opéra de langue russe.
Toutefois le véritable acte de naissance de l'opéra russe est dû à Mikhail Glinka et à ses deux opéras, Une vie pour le tsar (1836) et Rouslan et Ludmila (1842). Parmi les principaux successeurs de Glinka on peut citer Alexandre Dargomyjski (La Roussalka (en) et Le Convive de pierre), Modeste Moussorgski (Boris Godounov (1874) et La Khovantchina), Alexandre Borodine (Le Prince Igor (créé en 1890, de manière posthume), Nikolaï Rimski-Korsakov (La Demoiselle des neiges (Sniegourotchka), Sadko et Le Coq d'or (1909)) et Tchaïkovski (Eugène Onéguine et La Dame de pique).
La grande majorité de ces œuvres montre l'importance croissante du nationalisme russe, composante d'un mouvement slavophile plus vaste, dans l'ensemble de la création artistique. L'œuvre de Pouchkine, considéré comme le fondateur de la littérature russe, a fourni l'intrigue d'une grande partie de ces opéras (notamment Rousslan et Ludmilla, Eugène Onéguine, Boris Godounov, Le Convive de pierre, Le Chevalier avare, La Roussalka, La Dame de pique, Le Coq d'or).
L'opéra russe continua fortement d'exister au XXe siècle. Citons notamment :
- Serge Rachmaninov : Le Chevalier avare et Francesca da Rimini
- Igor Stravinsky : Le Rossignol, Mavra
- Serge Prokofiev : Le Joueur, L'Amour des trois oranges, L'Ange de feu, Les Fiançailles au couvent et Guerre et Paix
- Dmitri Chostakovitch : Le Nez et Lady Macbeth du district de Mtsensk
- Edison Denisov : L'Écume des jours
- Alfred Schnittke : La Vie avec un idiot et Historia von D. Johann Fausten

### Opéra espagnol
L’opéra espagnol a produit des centaines voire des milliers d’ouvrages depuis le début du XVIIe siècle jusqu’à nos jours. L’Espagne constitue même historiquement, après l’Italie, le premier pays où l’art lyrique a éclos.

#### Origines
Au cœur du Siècle d'or espagnol, qui connaît une floraison théâtrale, est représenté le premier opéra espagnol : La gloria de Niquea (sur une musique de Matheo Romero, Juan de Palomares, Juan Blas de Castro et Álvaro de los Ríos) au Palais d'Aranjuez. Cette création en 1622 suit de peu Rome, mais précède Venise dans l’expérimentation du genre lyrique. La France et l’Allemagne devront encore attendre. Succède, en 1627, La selva sin amor, autre pièce théâtrale entièrement chantée sur un livret de Félix Lope de Vega. L’œuvre fut exécutée au château royal de l’Alcazar de Madrid. Peu après, c’est le Palais du Buen Retiro qui devient le réceptacle habituel des ouvrages lyriques de la cour espagnole. Ce palais madrilène, aujourd’hui disparu (à la suite de son incendie par l’Armée napoléonienne en déroute en 1808), comportait un théâtre couvert à l’image de la toute nouvelle mode italienne. Car en ces temps, la péninsule italienne était en large partie sous la domination politique de l’empire espagnol. D’où, des échanges culturels et artistiques. Il sera même des compositeurs d’origine italienne qui écriront des œuvres lyriques pour l’Espagne à partir de livrets en espagnol, comme plus tard Francisco Corradini (1700-1769) ou Luigi Boccherini (1743-1805).
Peu après la création de l’opéra en Espagne, naît un genre dérivé : la zarzuela, en 1648 avec El jardín de Falerina, au Palais royal de la Zarzuela (aux environs de Madrid). La zarzuela se distingue de l’opéra (intitulé qui n’existait pas encore, en Espagne ni même en Italie) par l’introduction de passages parlés parmi les scènes chantées (comme pour l’opéra-comique français ou le Singspiel allemand, genres qui eux n’apparaîtront que plus d’un siècle après). Mais il est difficile de faire des catégories tranchées entre opéra espagnol et zarzuela, tant les hybrides abondent.

#### XVIIeetXVIIIesiècles
Durant les XVIIe et XVIIIe siècles, il est une multitude d’ouvrages lyriques sur des livrets en espagnol (plus d’un millier, bien que beaucoup de partitions aient disparu, notamment dans l’incendie du Palais du Buen Retiro ). Au XVIIe siècle, se distinguent, parmi tant d’autres, les compositeurs lyriques Cristóbal Galán, Juan de Navas, Juan de Serqueira et surtout Juan Hidalgo (1614-1685). De ce dernier, a été conservé Celos aun del aire matan, créé en 1660 sur un livret de Pedro Calderón de la Barca. Au XVIIIe siècle, les compositeurs marquants sont Sebastián Durón (1660-1716) – auteur de la première œuvre répertoriée à porter l’intitulé espagnol « ópera », La guerra de los gigantes, datée de 1700 –, Antonio de Literes (1673-1747), José de Nebra (1702-1768) et Antonio Rodríguez de Hita (1724-1787).

#### XIXeetXXesiècles
Aux XIXe et XXe siècles, se comptent environ six cents opéras espagnols (différents, donc, des zarzuelas). Avec par exemple, de 1880 à 1910, plus de cinquante créations d’opéras, dont une trentaine pour la seule décennie 1890. De ces deux siècles, parmi les compositeurs espagnols d’opéras les plus connus, peuvent être cités : Emilio Arrieta (1821-1894, auteur de Marina), Ruperto Chapí (1851-1909, auteur de Margarita la Tornera), Antonio Reparaz (1831-1886), Tomás Bretón (1850-1923, auteur de La Dolores), Valentín Zubiaurre (1837-1914), Emilio Serrano (1850-1939), Felipe Pedrell (1841-1922), Enrique Granados, Isaac Albéniz, Manuel de Falla, Joaquín Turina, Conrado del Campo (1878-1953, auteur de La tragedia del beso), Amadeo Vives (1871-1932, auteur de Artús et Maruxa), Manuel Penella (1880-1939, auteur de El gato montés), Jesús Guridi (1886-1961, auteur de Mirentxu), Federico Moreno Torroba (1891-1982, auteur de El poeta), José Serrano Simeón (1873-1941, auteur de La venta de los gatos), Pablo Sorozábal (1897-1988, auteur de Adiós a la bohemia et Juan José)… Mais à côté des quelques titres d’opéras qui sont ici mentionnés, les uns et les autres de ces compositeurs auront aussi composé nombre de zarzuelas>.

### Opéra polonais

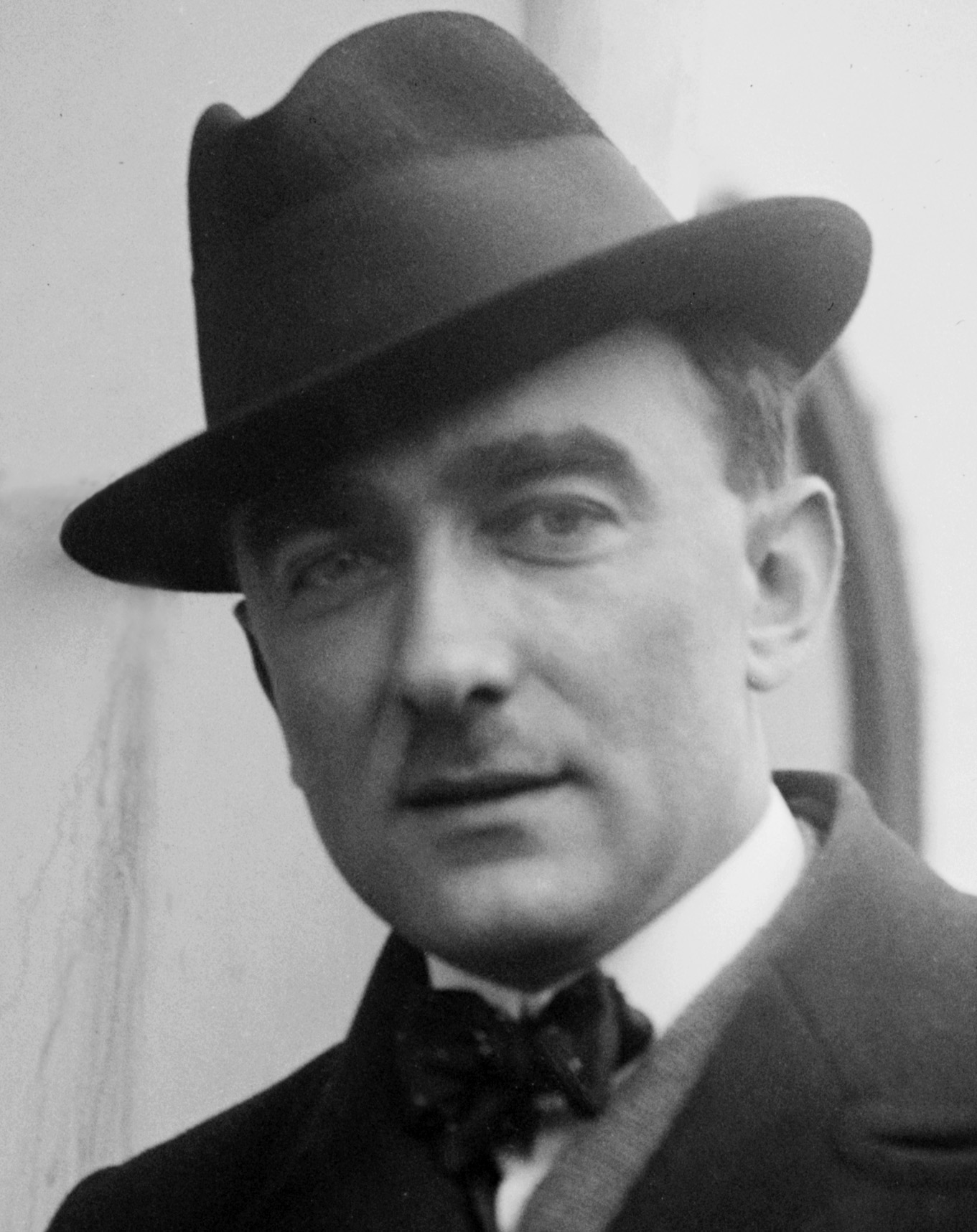
Karol Szymanowski.

L'opéra polonais naît en 1628 avec la représentation de Galatea de Sante Orlandi et de La liberazione di Ruggiero dall'isola d'Alcina de Francesca Caccini à Varsovie donnée à l'initiative du prince Ladislas IV Vasa. Après son accession au trône, celui-ci crée au sein du palais royal un théâtre d'opéra où l'on présente fréquemment les œuvres de Marco Scacchi, sur les livrets de Virgilio Puccitelli. Subsiste du premier opéra en polonais le manuscrit de Heca (La Drôlerie), créé entre le XVIIe et le XVIIIe siècle. On peut trouver dans les poèmes d'Adam Korczyński (XVIIIe siècle) plusieurs influences de l'opéra. En 1748 le roi Auguste III de Pologne fonde un nouvel opéra à Varsovie ou sont représentées les œuvres de Johann Adolf Hasse, parmi lesquelles Zenobia, sur un livret de Pietro Metastasio, créé pour le théâtre polonais. Durant le règne de Stanislas II de Pologne l'opéra varsovien est dirigé par Wojciech Bogusławski qui, en collaboration avec les tchèques polonisés Maciej Kamieński et Jan Stefani, donne plusieurs opéras en polonais avec des allusions contre les futurs occupants de la Pologne (principalement la Russie). Le plus important opéra de ce temps est Cud mniemany, albo Krakowiacy i Górale (Miracle supposé ou les Cracoviens et les montagnards). Après la chute de la Pologne, le théâtre de Varsovie continue à présenter des opéras de Karol Kurpiński et Józef Elsner. Le Faust du prince Antoni Henryk Radziwiłł est la première réalisation opératique de l'œuvre de Johann Wolfgang von Goethe. Les plus importants opéras polonais de la période romantique sont ceux de Stanisław Moniuszko, ancrés dans le cœur de toute la nation polonaise, sans toutefois devenir populaires dans le monde. La représentation de Manru de Ignacy Paderewski au Metropolitan Opera en 1902 est un épisode important pour l'histoire de l'opéra polonais. La renaissance de la Pologne en 1918 est dominée par Karol Szymanowski avec son opéra Król Roger (Le Roi Roger), sur un livret de Jarosław Iwaszkiewicz. L'opéra moderne polonais est représenté par Tadeusz Baird (dont l'œuvre la plus considérable est Jutro - Demain), Krzysztof Penderecki (Les Diables de Loudun, Paradise Lost, Le Masque noir, Ubu Rex), Zygmunt Krauze (Yvonne, princesse de Bourgogne) et Paweł Mykietyn (L'Ignorant et le Fou). En 2006 est représenté à Moscou l'opéra Pasażerka (La Passagère, d'après le roman polonais de Zofia Posmysz), composé par Mieczyslaw Weinberg, polonais juif russifié, dont le sujet s'intéresse aux bourreaux et aux victimes du camp d'Auschwitz. Il sera ensuite présenté en 2010 à Varsovie.

### Opéra dans les Pays-Bas et en principauté de Liège

#### Pays-Bas méridionaux
Dans les Pays-Bas espagnols, l'opéra italien fut introduit en 1650 par Giuseppe Zamponi, maître de chapelle à la cour de Bruxelles. C’est à Bruxelles, au palais du gouverneur Léopold-Guillaume de Habsbourg, que fut représenté l’opéra de style vénitien Ulisse nell'isola di Circe de Zamponi, dont le prologue et les actes étaient entrecoupés du Ballet du monde du maître de danse Giambattista Balbi. Ce fut la première fois qu'un véritable opéra a été mis en scène aux Pays-Bas.

#### Pays-Bas septentrionaux
À Amsterdam, l'opéra ne fut pas introduit avant 1677. Le premier opéra réalisé en république des Provinces-Unies, en 1677, est Isis de Giovanni Battista Lulli et de Philippe Quinault, représenté au Théâtre d'Amsterdam. La plus ancienne production d’art lyrique en langue néerlandaise se rapprochant du genre de l’opéra, et créée aux Pays-Bas septentrionaux en 1686, est l'opéra sur la devise « Sans le vin et la bonne chère, plus d'amour » dont les paroles sont de Govert Bidloo et dont la musique est de Johann Schenck. L'opéra De triomfeerende min (en français : Le Triomphe de l'amour), composé par Carolus Hacquart en 1678, après la conclusion du traité de Nimègue sur un livret de Dirck Buysero, n’aurait jamais été réalisé.

#### Principauté de Liège
L'engouement pour l'opéra a permis de produire les premières œuvres littéraires en wallon, qui contribuèrent à conférer un statut respectable à cette langue. Les quatre livrets de Simon de Harlez, de Cartier, Fabry et Vivario, connus sous le nom de « théâtre liégeois », furent créés en 1756, et joués régulièrement sous l'Ancien Régime devant les princes invités en Principauté de Liège. Ils furent republiés par François Bailleux en 1854 et contribuèrent à la naissance de la Société de langue et littérature wallonnes en 1856.
En 1757, Jean-Noël Hamal, formé à Liège et à Rome, a mis en musique ces opéras en wallon, dont Li Voyedje di Tchofontaine (Le Voyage de Chaudfontaine).

## Retransmissions des opéras dans les salles de cinémas
- Le 29 octobre 2001[17],[18], la démonstration à Paris de la première transmission de cinéma numérique par satellite en Europe d'un long métrage cinématographique par Bernard Pauchon, Alain Lorentz, Raymond Melwig et Philippe Binant[19],[20],[21] ouvre la voie à l'application des télécommunications à l'industrie cinématographique et aux retransmissions par satellites[22] d'opéras dans les salles de cinéma[23].
- En septembre 2005 : Marc Welinski prend la direction d'un réseau de transmission par satellite (CielEcran) qui permet la retransmission d'événements diversifiés dans les cinémas : opéras, ballets, concerts[24]. Après le rachat par le Groupe Pathé en 2007, la société devient Pathé Live, et retransmet notamment en direct les représentations du Metropolitan Opera de New York.